# Gérard Mestrallet
Gérard Mestrallet (Párizsban, 1949. április 1-jén született) francia menedzser.

## Élet
Mestrallet a toulouse-i Institut d'études politiques-ben, az École nationale de l’aviation civile-ben tanult, és az École Polytechnique-en és a École nationale d'administration-on végzett. 1984-ben csatlakozott a francia GDF Suez energiaszolgáltatóhoz. Először az elnök különleges tanácsadójaként, később ipari ügyekért felelős vezető alelnökként. 1991 februárjában a Société générale de Belgique főigazgatója lett. 1995 júliusában Mestrallet a Compagnie de Suez elnökévé és ügyvezető igazgatójává, 1997 júniusában pedig a Suez Lyonnaise des Eaux igazgatótanácsának elnökévé nevezték ki. 2001 és 2016 között a francia GDF Suez (2015-től Engie) cég vezérigazgatója és 2018-ig igazgatótanácsának elnöke volt.
2018-ban Emmanuel Macron francia elnök kinevezte Mestrallet-t a szaúd-arábiai Al-Ula Fejlesztési Ügynökség ügyvezető elnökévé, amely a Szaúd-Arábiai Királysággal együttműködve a turizmusért és a kulturális fejlesztésért felelős.